# Mirko Trosino
Mirko Trosino (né le 19 octobre 1992 à San Miniato en Toscane) est un coureur cycliste italien.

## Palmarès
- 2010
  - 3e étape du Tre Ciclistica Bresciana
  - 2e du Tre Ciclistica Bresciana
  - 3e du championnat d'Italie du contre-la-montre juniors
  - 7e du championnat du monde du contre-la-montre juniors
- 2012
  - 7e étape du Girobio
  - 3e du championnat d'Italie du contre-la-montre espoirs
- 2013
  - Coppa Guinigi
  - 3e du Giro delle Valli Aretine
- 2014
  - Gran Premio La Torre
  - Grand Prix Colli Rovescalesi
  - Trofeo Città di Lastra a Signa
  - Gran Premio Ezio Del Rosso
  - 2e du Trophée Learco Guerra
  - 2e du Giro delle Valli Aretine
  - 2e du Trofeo SC Corsanico
  - 2e de la Coppa 29 Martiri di Figline di Prato
  - 3e du Gran Premio Industria del Cuoio e delle Pelli
- 2015
  - La Bolghera
  - Mémorial Filippo Micheli
  - Mémorial Morgan Capretta
  - 2e de la Coppa Fiera di Mercatale
  - 2e du Tour d'Émilie amateurs
  - 3e du Trofeo Festa Patronale
- 2017
  - 2e du Tour de Chine II

## Classements mondiaux
| Année           | 2012 | 2013 | 2014 | 2015 | 2016 | 2017   |
| --------------- | ---- | ---- | ---- | ---- | ---- | ------ |
| UCI Europe Tour | 903e |      |      |      |      | 1 488e |
| UCI Asia Tour   |      |      |      |      |      | 67e    |